# Sikelstreckad näbbmal
Sikelstreckad näbbmal, Sophronia sicariella är en fjärilsart som först beskrevs av Philipp Christoph Zeller 1839.  Sikelstreckad näbbmal ingår i släktet Sophronia, och familjen stävmalar, Gelechiidae. Arten är reproducerande i Sverige. Inga underarter finns listade i Catalogue of Life.